# Siestrzechowice
Siestrzechowice [ɕɛst.ʃɛχɔˈvʲiʦɛ] (Grunau, 1945–1947 Izdebka) ist ein Dorf in der Stadt-Landgemeinde Nysa (Neisse) im Powiat Nyski der Woiwodschaft Opole in Polen.

## Geographie
Das Straßendorf Siestrzechowice liegt etwa fünf Kilometer südwestlich von Nysa (Neisse) und 64 Kilometer südwestlich von Opole (Oppeln) in der Schlesischen Tiefebene am Südufer des Jezioro Nyskie (Neisser Stausee), in den nordöstlich des Dorfes die Biała Głuchołaska (Biele) einmündet.
Nachbarorte von Sękowice sind im Osten Biała Nyska (Bielau), im Südosten Morów (Mohrau), im Süden Koperniki (Köppernig) und im Westen Kwiatków (Blumenthal).

## Geschichte

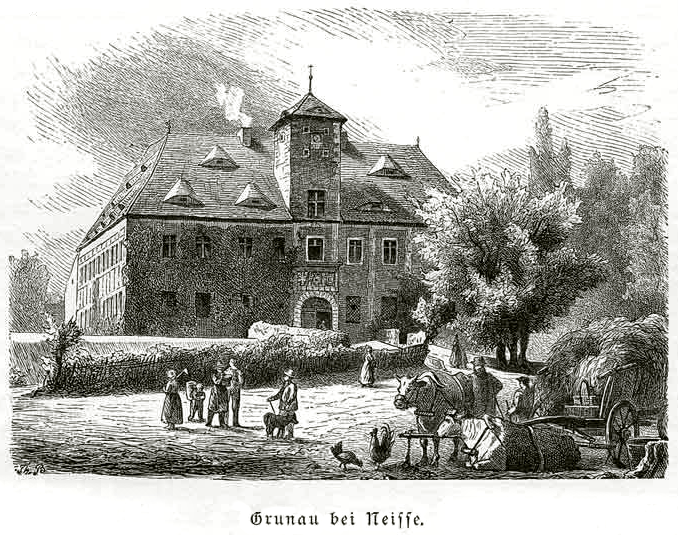
Dieser Holzstich von Theodor Blätterbauer aus dem 19. Jahrhundert zeigt das Schloss noch mit Turm

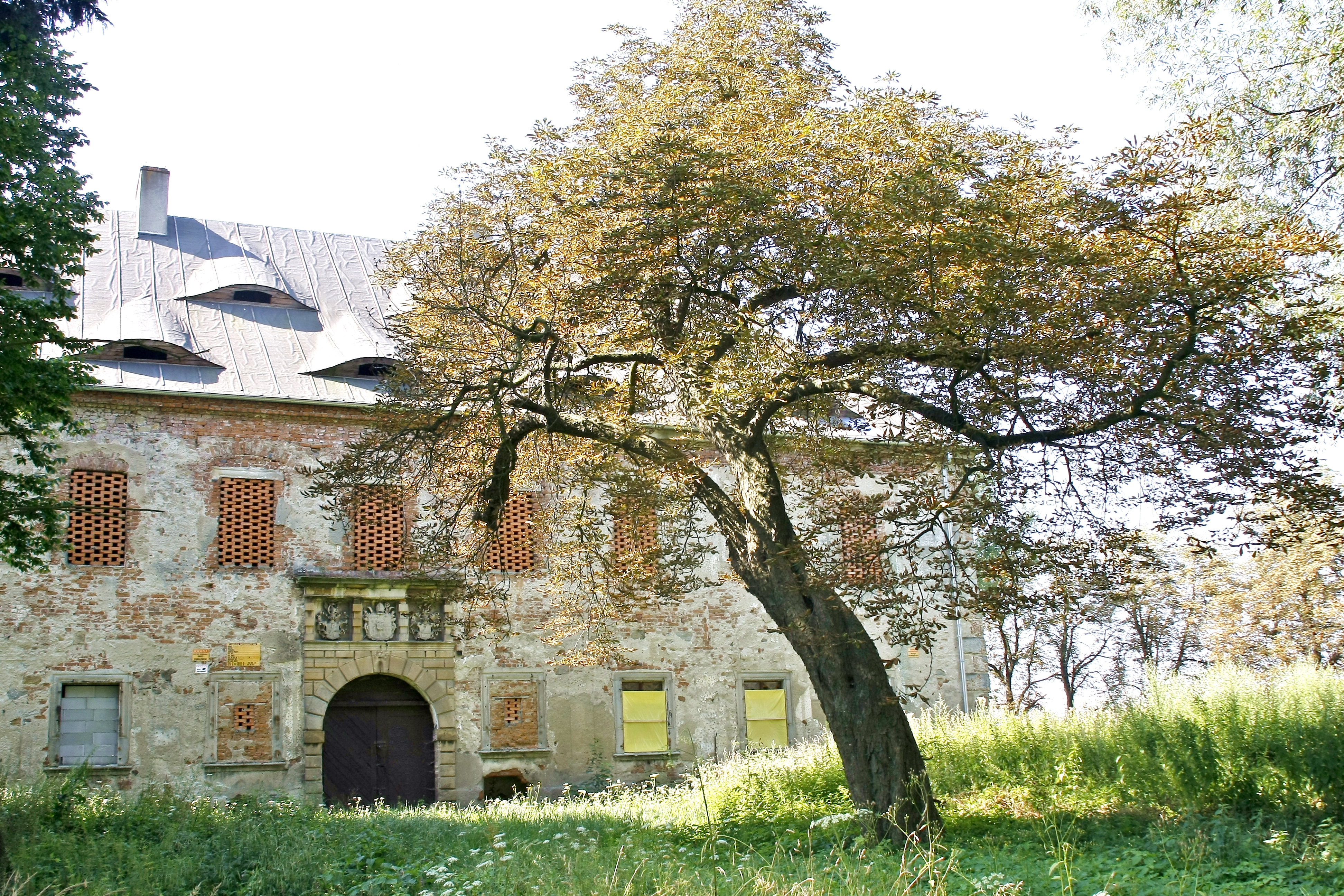
Das Schloss (2014)

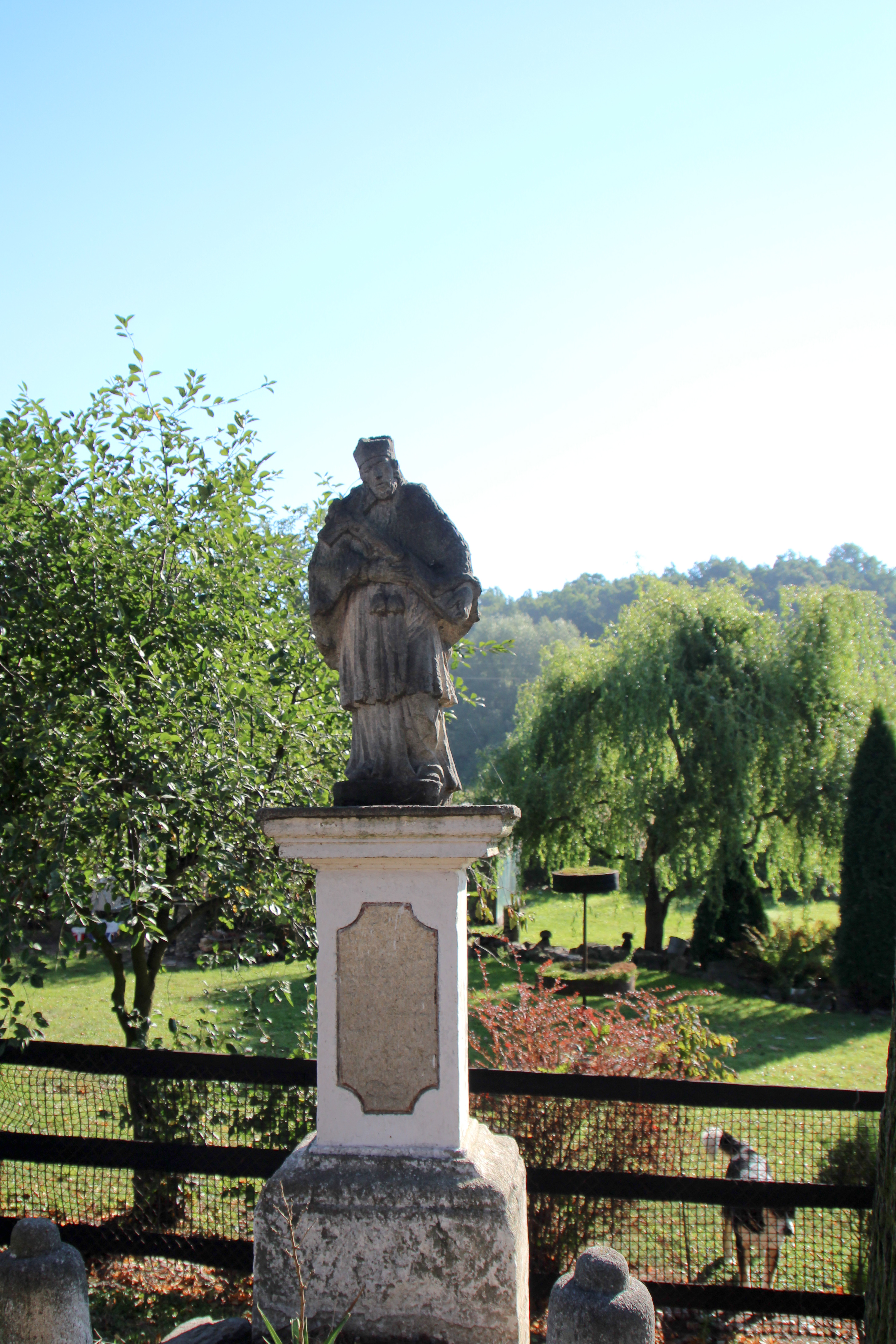
Nepomukstatue

Siestrzechowice wurde 1284 als Grunow und 1310 sowie 1375 als Grunaw erwähnt. Es gehörte damals zum Fürstentum Neisse, das der Breslauer Bischof Preczlaw von Pogarell 1342 als ein Lehen der Krone Böhmen unterstellte, die 1526 an die Habsburger gelangte. Die Bevölkerung des Ortes blieb auch nach der Reformation fast gänzlich katholisch und war nach Köppernig eingepfarrt.
1592 übertrug der Breslauer Fürstbischof Andreas von Jerin das Gut Grunau seinem Neffen, dem Neisser bischöflichen Hofrichter Andreas von Jerin und seiner Frau Barbara Meczker. Daraufhin kam 1593 noch das Vorwerk des Kaspar Rost (Roßhof) in den Besitz der Jerin. Von 1593 bis 1594 ließ er hier ein Renaissance-Schloss (Schloss Grunau) errichten. Bis 1730 blieb der Grunau – nun Ritterdorf – im Besitz derer von Jerin und kam dann an die Familie Strachwitz, die Grunau 1743 dem fürstbischöflichen Oberhospital zu Neisse überließ.
Nach dem Ersten Schlesischen Krieg 1742 fiel Grunau mit dem größten Teil des Fürstentums Neisse an Preußen. Nach der Neuorganisation der Provinz Schlesien gehörte die Landgemeinde Grunau ab 1816 zum Landkreis Neisse im Regierungsbezirk Oppeln. 1819 erhielt das Dorf eine Schule. 1845 bestanden im Dorf ein Schloss, eine Schlosskapelle, eine katholische Schule, zwei Wirtshäuser, ein Vorwerk und 67 weitere Häuser. Im gleichen Jahr lebten in Grunau 543 Menschen, davon zwei evangelisch. 1855 lebten 542 Menschen im Ort. 1874 wurde der Amtsbezirk Grunau gegründet, welcher aus den Landgemeinden Blumenthal, Grunau und Klein Briesen sowie die Gutsbezirke Blumenthal, Grunau, Klein Briesen und Klein Briesen, Forst und Colonie Heidenau bestand. 1885 zählte Grunau 771 Einwohner.
Nach dem Zweiten Weltkrieg 1945 wurde Grunau Teil Polens und die verbliebene deutsche Bevölkerung vertrieben. Vorübergehend wurde Grunau in Izdebka umbenannt, bis 1947 der heutige Ortsname Siestrzechowice eingeführt wurde. 1971 wurde die Nysa Kłodzka (Glatzer Neiße) im 22 km² großen Neisser Stausee aufgestaut. Während Siestrzechowice sich nun am Ufer dieses neuen Sees befand, fielen andere Orte, wie die ehemalige Grunauer Kolonie Rościsław (Roßhof), dem Stausee zum Opfer. 2009 wurde das Dorf kanalisiert.
Siestrzechowice gehört heute der Stadt- und Landgemeinde Nysa an.

### Einwohnerentwicklung
Die Einwohnerzahlen von Grunau (inkl. Gutsbezirk):
| Jahr | Einwohner |
| ---- | --------- |
| 1845 | 543       |
| 1855 | 542       |
| 1861 | 565       |
| 1910 | 446       |

| Jahr | Einwohner |
| ---- | --------- |
| 1933 | 428       |
| 1939 | 403       |
| 2010 | 256       |
| 2012 | 257       |

## Sehenswürdigkeiten
- Das Schloss Grunau ließ Bischof Andreas von Jerin in den Jahren 1593 und 1594 für seinen Neffen, den Neisser Hofrichter Andreas von Jerin in Renaissanceformen errichten. Es birgt einen farbenprächtigen Freskenzyklus von 86 Wappen von Adligen des Fürstentums Neisse.
- Die Nepomuk-Statue im Dorf wurde laut Inschrift 1726 aufgestellt.[12]
- Wegekapelle mit Marienstatue
- Wegekapelle mit Marienbild

## Wirtschaft und Infrastruktur
Siestrzechowice ist nach wie vor landwirtschaftlich geprägt. 1978 befanden sich neben einer Staatsgut (PGR) 44 Bauernhöfe im Dorf. Ihre Zahl sank auf 22 im Jahre 1988, als noch 53 % der Bevölkerung in der Landwirtschaft tätig waren. Der Niedergang der Landwirtschaft setzte sich nach der Wende fort, so dass heute noch drei Höfe in der Landwirtschaft tätig sind. Eine hohe Arbeitslosigkeit und Abwanderung aus dem Dorf sind die Folgen. Die schlechte wirtschaftliche Lage hatte erhebliche Auswirkungen auf das Ortsbild. Zahlreiche Scheunen blieben ungenutzt und wurden in der Folge abgerissen, einige Gebäude sind in einem verwahrlosten Zustand, vor allem das Renaissanceschloss, das eines der bedeutendsten Bauwerke der Gegend darstellt, aber zunehmend verfällt.

## Persönlichkeiten
- Erich Elsner (1911–1985), Bildhauer